# Гугунакати
Гугунакати (груз. გუგუნაყათი) — село в Грузии, на территории Абашского муниципалитета края (мхаре) Самегрело-Верхняя Сванетия.

## География
Село находится в западной части Грузии, на правом берегу реки Цхенисцкали, на расстоянии приблизительно 4 километров (по прямой) к востоку от города Абаша, административного центра муниципалитета. Абсолютная высота — 26 метров над уровнем моря.

## Население
По результатам официальной переписи населения 2014 года в Гугунакати проживало 160 человек (77 мужчин и 83 женщины). В национальном составе грузины составляли 100 %.
| Год  | Население, человек |
| ---- | ------------------ |
| 2002 | 205                |
| 2014 | ↘ 160              |